# Belgorodska oblast
Belgorodska oblast je oblast u Rusiji na granici s Ukrajinom, oko 500 – 700 km od Moskve. Administrativno središte je Belgorod.
Obuhvaća površinu od 27 100 km². Prema popisu iz 2002. ima 1 511 620 stanovnika. Po nacionalnom sastavu 93% su Rusi, a 5% Ukrajinci. Dio je centralnog saveznog okruga.
Klima je umjereno kontinentalna. Srednja godišnja temparatura je 5 – 6 °C. Padalina ima 400 – 550 mm godišnje.